# Zahida Hina
Zahida Hina (Urdu: زاہدہ حنا) es una destacada columnista, ensayista, cuentista, novelista y dramaturga urdu de Pakistán.

## Biografía
Nació en la India. Después de la independencia de Pakistán en 1947, su padre, Muhammad Abul Khair, emigró a Pakistán y se estableció en Karachi, donde crio y educó a Zahida. Escribió su primera historia cuando tenía nueve años. Se graduó de la Universidad de Karachi, y su primer ensayo apareció en la publicación mensual Insha en 1962. Eligió el periodismo como carrera a mediados de la década de 1960. En 1970, se casó con el conocido poeta Jon Elia.
Estuvo vinculada con el diario Jang desde 1988 hasta 2005, cuando se mudó al Daily Express, Pakistán. Ahora vive en Karachi. También ha trabajado en Radio Pakistán, BBC Urdu y Voice of America.
Desde 2006, ha escrito una columna semanal en el Pakistan Diary en Rasrang, la revista dominical del periódico hindi más leído de la India, Dainik Bhaskar.
Zahida ha escrito más de dos mil artículos periodísticos. Varias de sus historias cortas han sido traducidas al inglés, bengalí, hindi y marathi. Sus libros han sido traducidos al inglés por Faiz Ahmed Faiz, Samina Rahman y Muhammad Umar Memon.

## Obras
- Qaidi sans leta hai (colección de cuentos)[2]
- Titlian dhondhne wali (colección de cuentos)
- Raqs-i-bismil hai (colección de cuentos)
- Rah main ajal hai (colección de cuentos)
- Na junoon raha na pari rahi (novela corta)
- Dard ka Shajar (novela)
- Dard-e-Ashob (novela)
- Zard Paton ka ban (drama de TV )
- The House of Loneliness (cuentos de Zahida Hina traducidos al inglés)[3]

## Premios
- Faiz Award
- Literary Performance Award
- Saghir Siddiqui Adabi Award
- K. P. Award
- Sindh Speaker Award
- SAARC Literary Award en 2001 por el presidente de India[4][2]